# Khalīl Al-Haddād
Khalīl Al-Haddād (Ghazīr, 1 de febrero de 1875-Beirut, 26 de junio de 1954), también conocido como Santiago de Ghazir, fue un sacerdote católico de la Orden de los Hermanos Menores Capuchinos y fundador de la Congregación de las Franciscanas de la Cruz del Líbano, venerado como beato en la Iglesia católica.

## Biografía
Khalīl Al-Haddād nació en la localidad de Ghazīr, Líbano, el 1 de febrero de 1875, en el seno de una familia cristiana. Trabajaba como profesor en Egipto cuando conoció a los capuchinos y decidió entrar en la Orden. Profesó sus votos perpetuos en 1898 y fue ordenado sacerdote en 1901. Inmediatamente fue asignado al convento de Beirut, capital de Líbano, donde promovió diversas actividades en favor de los niños y la constitución de fraternidades seculares capuchinas.
Consiguió en propiedad la colina de Jall-Eddib, en la capital, donde edificó un Santuario en honor a la Santa Cruz, donde además, abrió un centro de atención para discapacitados, huérfanos y ancianos. Para asegurar que la obra continuase, fundó la Congregación de las Franciscanas de la Santa Cruz. Allí murió el 26 de junio de 1954.

## Culto
El proceso de canonización de Khalīl Al-Haddād fue introducido el 24 de febrero de 1979, en la arquidiócesis de Beirut. Al finalizar el mismo, recibió el decreto de virtudes, por el papa Juan Pablo II, el 21 de diciembre de 1992, por medio del cual se inició a llamársele venerable.
Durante el pontificado del papa Benedicto XVI, en una celebración presidida por el cardenal José Saraiva Martins, el 22 de junio de 2008, fue proclamado beato. Su fiesta se celebra el 26 de junio y sus reliquias se veneran en la casa madre de las Franciscanas de la Cruz en Beirut.